# You and I (singel t.A.T.u.)
You and I – trzeci singel promujący rosyjskojęzyczny album t.A.T.u. Wiesiołyje ułybki. Jest to jednocześnie pierwszy anglojęzyczny singel w historii zespołu wydany tylko na terenie Rosji, promujący nieanglojęzyczny album. Jego premiera miała miejsce we wrześniu 2008 na antenie rosyjskiego Love Radio.
Do You and I nie zrealizowano teledysku, w związku z czym cała promocja utworu polega na wysłaniu go tylko do rosyjskich stacji radiowych (oraz Radia Europa Plus na Ukrainie). Brak teledysku oznacza, że utwór nie będzie wydany w Polsce, gdyż single z albumu Wiesiołyje ułybki są promowane na terenie Polski wyłącznie przez telewizje MTV Polska i VIVA Polska (management grupy nie wysyła najnowszych rosyjskojęzycznych singli do stacji radiowych poza Rosją - wyjątek: jedna stacja radiowa na Ukrainie).

## Notowania
| Główne listy          | Pozycja |
| Rosja - Airplay Chart | 91      |